# Mondotek
Mondotek war ein deutsches Musikprojekt, ursprünglich bestehend aus den DJs Danny Daagard (bürgerlich Dragan Hecimovic) und Steve Morane (bürgerlich Stephan Endemann). Das Duo war unter diversen weiteren Künstlernamen bekannt, unter anderem Elysee, Inspiration Vibes, Mikado Punchers, Mondo, Daagard & Morane und Comiccon. Nach Daagards Ausstieg aus dem Projekt 2009 wurden einige Künstlernamen des Duos von Morane bis 2012 solo weitergeführt.

## Karriere
Nachdem beide DJs im Jahr 2002 begannen, gemeinsam Musik zu produzieren und auch die Musikproduktionsfirma Meganu Music gründeten, veröffentlichten sie unter diversen verschiedenen Pseudonymen Musikstücke aller unterschiedlichen elektronischen Musikrichtungen. Den ersten Charterfolg konnten sie mit der Single Comiccon - Komodo erreichen, das Cover des gleichnamigen Songs von Mauro Picotto erreichte Mitte 2007 Position elf in Finnland.  Auch waren sie am Song Dicke Anna des Projektes Kid Bob beteiligt, welcher das Basshunter-Lied Boten Anna parodierte und die Top 40 in Deutschland und Österreich erreichte.
Von 2004 bis 2007 brachte das Duo als Mikado Punchers acht Ausgaben der Kompilationsreihe Hardstyle Session heraus. Eine neunte Compilation erschien 2007 unter dem Titel Hands Up for Hardstyle.
Der größten Erfolg konnte mit dem Tecktonik-Song Mondotek - Alive! verbucht werden, welcher Ende 2007 veröffentlicht wurde. Die Single erreichte Platz zwei in Frankreich und Belgien (Wallonien), während sie im deutschsprachigen Raum weniger erfolgreich war.
Der 2008 veröffentlichte Mondotek Remix zur Single One Desire von Jakarta, ebenfalls im Tecktonik-Stil, bescherte dieser einen erhöhten Verkaufserfolg, sodass die Single die Top Ten in Frankreich und Belgien erreichte. Mondoteks Nachfolgesingle D-Generation hingegen blieb hinter den Erwartungen zurück und erreichte nur Platz 36 in Frankreich.
Im Jahr 2009 zog sich Daagard vollständig aus dem Musikgeschäft zurück, woraufhin einige Pseudonyme wie Mondotek und Mondo noch für Moranes Soloprojekte weitergenutzt wurden. Im Jahr 2012 legte er schließlich alle Überbleibsel des ehemaligen Projektes ab, welches somit aufhörte zu existieren.

## Diskografie

### Singles
als Elysee
- 2004: Dreaming About You
- 2010: Black Faces
- 2010: Black Home

als Inspiration Vibes
- 2004: Get Wicked
- 2006: Viper Beatz
- 2008: Tell Me Why (Dith vs. Inspiration Vibes)

als Mikado Punchers
- 2004: Witness of the Business
- 2005: Pings on Acid
- 2006: Beat Bangs
- 2006: This is the Melody
- 2006: Punch My Style
- 2006: Babycore
- 2006: House Bee

als Mondo
- 2004: Seventeen
- 2005: Boom Shakata
- 2006: Push Your Body
- 2006: Alive (2007 unter Mondotek wiederveröffentlicht)
- 2007: Leave You Behind
- 2007: Take Control
- 2007: Love Games (meets Carol Jiani)
- 2008: Rock a Little Bit (feat. Pamela Falcon)
- 2008: Fascinated (meets Carol Jiani)
- 2010: Push Your Body

als Mondotek
- 2007: Alive!
- 2008: D-Generation
- 2011: Digi Ben (feat. Carlprit)
- 2011: Dancefloor Lover (vs. Taito)

als Daagard & Morane
- 2006: So What You Want Me to Do?
- 2006: Keep On Doing It
- 2006: Second Beat Is Mine (Sasha Dith meets Daagard & Morane)
- 2007: I Don't Like Your Sound
- 2008: Just a Freak
- 2008: Daft Blues
- 2008: Let's Play
- 2008: Keep It Down
- 2009: Get It
- 2009: Bonjero (Chunka feat. Daagard & Morane)
- 2009: Let's Drink
- 2009: All Over the World
- 2010: Rock da House
- 2010: Go Ahead (feat. Signachure)
- 2011: The Second Beat is Mine (Sasha Dith meets Daagard & Morane feat. Carlprit)

als Comiccon
- 2007: Komodo
- 2007: Luvstruck
- 2008: The Darkside
- 2009: Open Water

weitere Veröffentlichungen (Auswahl)
- 2003: Storm In Your Head / Skydivers (als Headstorm)
- 2003: Down on the Streets / Voices (als Headstorm)
- 2003: Radar Bites (als Block Heads)
- 2003: House-Bee (als Rocket Base)
- 2004: Makes U Yeah (als Monza United)
- 2005: Madistral (als D & S)
- 2006: Instant Moments (als Groove Lift)
- 2006: You Drive Me Crazy (als London Calling)
- 2007: Shouts Out (als London Calling)
- 2007: Move Me 2007 (als Vaca)
- 2008: Hold On (als Exit Osaka)
- 2008: Hungry Eyes (als Paris Encore)

### Remixe (Auswahl)
- 2004: Brothers - The Moon (Club Headstorm Remix)
- 2005: System F - Cry (Groove Lift Remix)
- 2006: Discotronic - Tricky Disco (Mondo Remix)
- 2006: Rico Bass vs. DJ Bonito - Cisko Disko (Mondo Club Remix)
- 2006: Yanou feat. Liz - King of my Castle (Mondo Remix)
- 2007: Bodybangers - Famous (Mondo Remix)
- 2007: CJ Stone - Be Loved (CJ Stone meets Daagard & Morane Mix)
- 2007: Liz Kay - Castles in the Sky (Mondo Remix)
- 2007: Sunshine Live Inc. - The Sound of Revolution (We Are One) (Inspiration Vibes Edit)
- 2007: Topmodelz - Your Love (Mondo Remix)
- 2007: Yanou - Sun Is Shining (Mondo Remix)
- 2008: 2-4 Grooves - Writing on the Wall (Mondo Remix)
- 2008: Andrew Spencer vs. Lazard - Here Without You (Mondo Remix)
- 2008: Cascada - Because the Night (Mondo Remix)
- 2008: Ernesto vs. Bastian - Unchained Melody 2008 (Mondo Remix)
- 2008: G&G feat. Gary Wright - My My My (Comin' Apart) (Mondo Remix)
- 2008: Jakarta - One Desire (Mondotek Remix)
- 2008: Lazard - I'm Alive (Mondo Remix)
- 2008: Manian feat. Aila - Turn the Tide (Mondo Remix)
- 2008: R.I.O. - Shine On (Mondo Remix)
- 2008: Rob Mayth - Herz an Herz / Heart to Heart (Mondo Remix)
- 2008: Steve Angello - Gypsy (Daagard & Morane Remix)
- 2008: Superfunk - Electric Dance (Mondo Remix)
- 2009: Flo Rida feat. Wynter - Sugar (Mondotek Remix)
- 2009: Liz Kay - You're Not Alone (Mondo Remix)
- 2009: Novy vs. Eniac - Superstar (Daagard & Morane Remix)
- 2010: Limelight - Ready Or Not (Mondo Remix)
- 2010: Pulsedriver - Lookout Weekend (Mondo Remix)
- 2011: C-BooL - What You See What You Want (Mondo Remix)
- 2011: Cascada - Au Revoir (Mondo Remix)

### DJ-Mixe
- 2004: BounZZe! (als Inspiration Vibes)
- 2005: Housemania 2005 (DJ Mark Jones vs. Mondo)
- 2006: Le Mix Techno Club #5 (DJ Furax & Mikado Punchers)

## Belege
1. 1 2 3  Chartquellen: DE CH FR BEW
2. ↑  Comiccon - Komodo in den finnischen Charts
3. ↑  Kid Bob - Dicke Anna in den deutschen und österreichischen Charts
4. ↑  Jakarta - One Desire in den französischen und belgischen Charts